# Air Dolomiti
Air Dolomiti is een regionale luchtvaartmaatschappij met als thuishaven Verona in Italië. Haar naam is afgeleid van de Dolomieten. Zij is deel van Lufthansa Regional en sluit middengrote Italiaanse luchthavens aan met andere Europese steden via Lufthansa's hubs in München, Frankfurt en Wenen. De luchtvaartmaatschappij heeft 550 mensen in dienst alhoewel de meeste ondersteunend personeel van Lufthansa zijn, Air Dolomiti behoudt echter wel haar eigen naam als werkgever.

## Geschiedenis

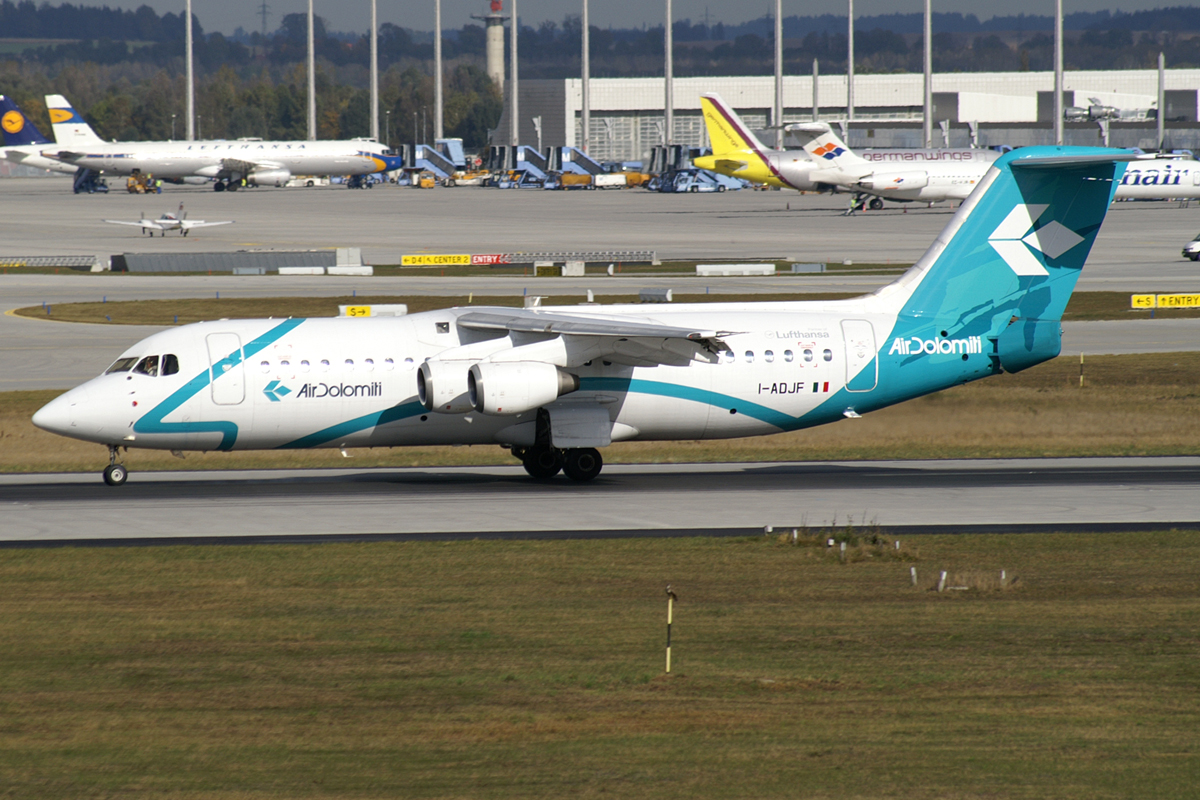
Air Dolomiti BAe 146

Air Dolomiti werd in januari 1989 gesticht door de Leali Steel Group. Zij begon met het leveren van regionale diensten van Triëst naar Genua in januari 1991 en begon een jaar later met het leveren van internationale vluchten van Verona naar München. Na vele jaren van samenwerking kocht Lufthansa 26% van Air Dolomiti's aandelen in januari 1999 en verhoogde in april 2003 hun aandeel naar 51%, uiteindelijk bezit Lufthansa vanaf juli 2003 100% van Air Dolomiti. Vanaf dat moment wordt Air Dolomiti geleid door Lufthansa als een lid van Lufthansa Regional, een strategische samenwerking van Air Dolomiti en Lufthansa CityLine.

## Luchtvloot
De vloot van Air Dolomiti bestond in januari 2020 uit:
| Type            | Aantal | Bestelling | Opmerking |
| --------------- | ------ | ---------- | --------- |
| Embraer ERJ-195 | 15     | 2          | —         |

## Ongelukken
- Op 7 november 1999: Air Dolomiti Fokker 100 vlucht 2708 met registratie I-ALPL, maakt een noodlanding op Barcelona International Airport nadat hij door een wiel is gezakt. Alle 40 inzittenden en personeel overleefden de noodlanding.